# Ланакен
Ланакен (Lanaken) — город в бельгийской провинции Лимбург, на границе с Нидерландами. Пригород Маастрихта (Нидерланды), где имеют дачи многие маастрихтцы. Через Ланакен проходит канал Зюйд-Виллемсварт. Население 26 тыс. жит. (2018).
Известен с начала XII века под названием Лоденакен (Lodenaken). Главная достопримечательность — бывшее цистерцианское (женское) аббатство Хохт, основанное в 1182 году.
Также в черте города находится посёлок Рекем, до 1803 года служивший столицей имперского графства Рекхейм. Там находится резиденция владетельных графов из рода Аспремон-Линден.